# Hongarije op de Olympische Zomerspelen 1896

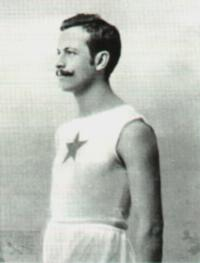
Nándor Dáni

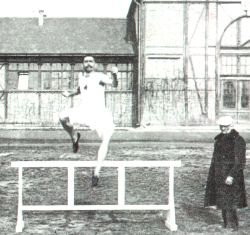
Alojz Sokol

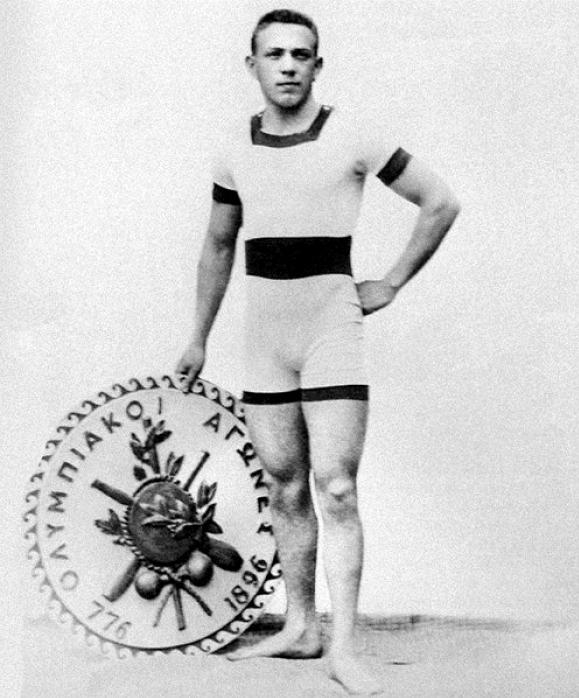
Alfréd Hajós

Uit Hongarije namen zeven deelnemers in zes sporten deel aan de Olympische Zomerspelen 1896 in Athene, Griekenland. Ze schreven zich achttien maal in op vijftien onderdelen. Ondanks dat het land samen met Oostenrijk de dubbelmonarchie Oostenrijk-Hongarije vormde, worden de resultaten van beide landen door het IOC afzonderlijk beschouwd.
De Hongaren eindigden op de zesde plaats in het medailleklassement met zes medailles waarvan twee gouden.

## Medailleoverzicht
| Sport    | Olympiër            | Discipline           | Medaille |
| -------- | ------------------- | -------------------- | -------- |
| Zwemmen  | Alfréd Hajós        | 100m vrije slag (m)  | Goud     |
| Zwemmen  | Alfréd Hajós        | 1200m vrije slag (m) | Goud     |
| Atletiek | Nándor Dáni         | 800m (m)             | Zilver   |
| Atletiek | Alojz Sokol         | 100m (m)             | Brons    |
| Atletiek | Gyula Kellner       | marathon (m)         | Brons    |
| Tennis   | Momcsilló Tapavicza | enkelspel (m)        | Brons    |

## Deelnemers en resultaten

### Atletiek
De Hongaarse atleten waren succesvol in elk onderdeel, met één keer zilver, twee keer brons en een vierde plaats. Alleen op de 110 m horden waren er geen opmerkelijke prestaties geleverd.
| Olympiër      | Discipline             | Resultaat | Prestatie                                    |
| ------------- | ---------------------- | --------- | -------------------------------------------- |
| Alojz Sokol   | 100m (m)               | Brons     | serie 1: 2de in 12,8 finale: 3de in 12,6     |
| Nándor Dáni   | 800m (m)               | Zilver    | serie 1: 2de in 2.10,2 finale: 2de in 2.11,6 |
| Alojz Sokol   | 110m horden (m)        | series    | serie 1: 3de                                 |
| Gyula Kellner | marathon (m)           | Brons     | 3:06.35                                      |
| Alojz Sokol   | hink-stap-springen (m) | 4e        | 11,26 m                                      |

### Gewichtheffen
Momcsilló Tapavicza (die ook deelnam bij het tennissen en worstelen) eindigde op de laatste plaats bij het gewichtheffen.
| Olympiër            | Discipline   | Resultaat | Prestatie |
| ------------------- | ------------ | --------- | --------- |
| Momcsilló Tapavicza | 2-handig (m) | 6e        | 80,0 kg   |

### Tennis
Momcsilló Tapavicza (die ook deelnam bij het gewichtheffen en worstelen) behaalde een bronzen medaille.
| Olympiër            | Discipline    | Resultaat | Prestatie                                                                               |
| ------------------- | ------------- | --------- | --------------------------------------------------------------------------------------- |
| Momcsilló Tapavicza | enkelspel (m) | Brons     | 1ste ronde: W van GRE Frangopoulous kwartfinale: vrij halve finale: V van GRE Kasdaglis |

### Turnen
De beide Hongaarse turners wonnen geen medailles.
| Olympiër        | Discipline        | Resultaat | Prestatie |
| --------------- | ----------------- | --------- | --------- |
| Gyula Kakas     | brug (m)          | onbekend  |           |
| Desiderius Wein | brug (m)          | onbekend  |           |
| Gyula Kakas     | rekstok (m)       | onbekend  |           |
| Desiderius Wein | rekstok (m)       | onbekend  |           |
| Gyula Kakas     | sprong (m)        | onbekend  |           |
| Desiderius Wein | sprong (m)        | onbekend  |           |
| Gyula Kakas     | paard voltige (m) | onbekend  |           |
| Desiderius Wein | ringen (m)        | onbekend  |           |

### Worstelen
Momcsilló Tapavicza (die ook deelnam bij het gewichtheffen en tennissen ) verloor zijn enige wedstrijd.
| Olympiër            | Discipline         | Resultaat | Prestatie                            |
| ------------------- | ------------------ | --------- | ------------------------------------ |
| Momcsilló Tapavicza | Grieks-Romeins (m) | 4e        | 1ste ronde: V van GRE Christopoulous |

### Zwemmen
Hajós won de beide onderdelen waar hij aan deelname. Aan de andere twee zwemdisciplines kon hij niet deelnemen; als niet-zeeman kon hij niet deelnamen aan de 100 meter voor de categorie "zeemannen" en de 500 meter werd direct gehouden na de 1200 meter.
| Olympiër     | Discipline           | Resultaat | Prestatie |
| ------------ | -------------------- | --------- | --------- |
| Alfréd Hajós | 100m vrije slag (m)  | Goud      | 1.22,2    |
| Alfréd Hajós | 1200m vrije slag (m) | Goud      | 18.22,2   |

Australië · Bulgarije · Chili · Denemarken · Duitsland · Frankrijk · Griekenland · Groot-Brittannië · Hongarije · Italië · Oostenrijk · Verenigde Staten · Zweden · Zwitserland · Gemengde teams